# Pedro Manfredini
Pedro Waldemar Manfredini (* 7. September 1935 in Maipú; † 21. Januar 2019 in Rom, Italien) war ein argentinischer Fußballspieler; er spielte auf der Position des Mittelstürmers. 
Sein Spitzname lautete Piedone (auf Deutsch: ‚Großfuß‘). Diesen Spitznamen erhielt er aufgrund eines Fotos, das wegen eines Fehlers seinen rechten Fuß in Übergröße zeigte; dies, obwohl er mit einer Schuhgröße von 43 eine ziemlich normale Fußgröße aufwies.
Während seiner besten Zeit in den 1960er Jahren war Manfredini eine wahre Tormaschine und gehörte deshalb auch der argentinischen Fußballnationalmannschaft an. Eine besondere Spezialität von Manfredini war es, Hattricks zu erzielen. So erzielte er z. B. gegen den Lokalrivalen Lazio Rom in einem denkwürdigen Spiel alle drei Tore für die AS Rom und führte sein Team damit zum Sieg.

## Vereinskarriere
Manfredini begann seine Karriere beim argentinischen Verein Racing Club de Avellaneda. Zur Saison 1958/59 wechselte Manfredini, der damals in Italien gänzlich unbekannt war, für 78.000.000 Lire zur AS Rom, hier spielte er in der Folge insgesamt sieben Saisons. Von Beginn an konnte er in Rom überzeugen, so erzielte er in seiner ersten Saison bereits 15 Treffer. In dieser Zeit gehörte er zu den erfolgreichsten Torschützen der Serie A, viele seiner Treffer erzielte er, indem er zuerst die halbe gegnerische Verteidigung ausdribbelte, ehe er den Ball unhaltbar im Tor versenkte. So war es kein Wunder, dass sich Manfredini bei den Roma-Fans einer ausgesprochen großen Beliebtheit erfreuen konnte. In der Folge erzielte Manfredini nun weniger Tore und kam dementsprechend weniger zum Einsatz, weshalb er zur Saison 1965/66 zu Brescia Calcio wechselte. Doch hier konnte er sich nicht nachhaltig durchsetzen, weshalb er nach nur einer Saison zur AC Venedig wechselte, hier beendete er seine Karriere als Fußballprofi.

## Leben nach dem Profifußball
Nachdem er die Fußballschuhe an den Nagel gehängt hatte, eröffnete Manfredini am Piazzale Clodio in Rom eine Bar namens Piedone. In der Folge wohnte Manfredini in Ostia, wo er später eine Fußballschule leitete.

## Erfolge
- 1 × Messestädte-Pokal-Sieger mit der AS Rom (1960/61)
- 1 × Coppa-Italia-Sieger mit der AS Rom (1963/64)
- 1 × Torschützenkönig der Serie A mit 19 Toren (1962/63)
- 1 × Torschützenkönig des italienischen Pokals mit 4 Toren (1963/64)